# Aziatisch kampioenschap schaken
Het 3e Aziatisch kampioenschap schaken 2001 werd van 8 t/m 14 september 2001 gehouden in Calcutta, India. Er waren 48 deelnemers en er werden elf ronden gespeeld. De uitslag: 
- 1. Xu Jun werd kampioen met 8.5 punt
- 2. Saidali Yuldashev werd tweede met 8 punten
- 3. Surya Shekhar Ganguly werd met 7.5 punt derde

Het 5e Aziatisch kampioenschap schaken 2005 werd van 5 t/m 16 oktober 2005 gehouden in Haiderabad (stad) in India. Er waren 65 deelnemers en er werden negen ronden gespeeld.
- 1. Zhang Zhong werd kampioen met 7.5 punt
- 2. Li Shilong werd tweede met 7 punten
- 3. Darmen Sadvakasov eindigde met 6.5 punt op de derde plaats

### Schaakkampioenschap Aziatisch Continent
- 1st Asian Continental Championship :: Tehran 1998
- 2nd Asian Continental Championship :: Udaipur 2000
- 3rd Asian Continental Championship :: Kolkata 2001
- 4th Asian Continental Championship :: Doha 2003
- 5th Asian Continental Championship :: Hyderabad 2005
- 6th Asian Continental Championship :: Cebu City 2007
- 7th Asian Continental Championship :: Subic Bay Free Port 2009
- 8th Asian Continental Championship :: Subic Bay Free Port 2010
- 9th Asian Continental Championship :: Mashhad 2011
- 10th Asian Continental Championship :: Ho Chi Minh City 2012
- 11th Asian Continental Championship (Manny Pacquiao Cup) :: Manila 2013
- 12th Asian Continental Championship :: Sharjah 2014
- 13th Asian Continental Championship :: Al-Ain 2015
- 14th Asian Continental Championship :: Tashkent 2016
- 15th Asian Continental Championship :: Chengdu 2017

### Schaakkampioenschap Aziatisch Continent — vrouwen
- 1st ACCUMAX Women's Asian Continental Championship :: Hyderabad 1981
- 7th Women's Asian Continental Championship :: Genting Highlands 1998
- 8th Women's Asian Continental Championship :: Udaipur 2000
- 9th Asian Women's Continental Championship :: Chennai 2001
- 10th Asian Continental Championship :: Kozhikode 2003
- 11th Asian Continental Championship :: Beirut 2004
- 12th Asian Continental Championship :: Tehran 2007
- 13th Asian Continental Championship :: Subic Bay Free Port 2009
- 14th Asian Continental Championship :: Subic Bay Free Port 2010
- 15th Asian Women's Continental Chess Championship :: Mashhad 2011
- 16th Asian Women's Continental Chess Championship :: Ho Chi Minh city 2012
- 17th Asian Women's Continental Chess Championship :: Manila 2013
- 18th Asian Women's Continental Chess Championship :: Sharjah 2014
- 19th Asian Women's Continental Chess Championship :: Al-Ain 2015
- 20th Asian Women's Continental Chess Championship :: Tashkent 2016
- 21st Asian Women's Continental Chess Championship :: Chengdu 2017
- 22nd Asian Women's Continental Chess Championship :: Makati City 2018
- 23rd Asian Women's Continental Chess Championship :: Xingtai 2019